# Pugilato ai Giochi della X Olimpiade - Pesi leggeri
La competizione della categoria pesi leggeri (fino a 61,2 kg) di pugilato ai Giochi della X Olimpiade si è svolta dal 9 al 13 agosto 1932 al Grand Olympic Auditorium di Los Angeles.

## Classifica finale
| Pos.    | Atleta           | Nazione       |
| ------- | ---------------- | ------------- |
| Oro     | Lawrence Stevens | Sudafrica     |
| Argento | Thure Ahlqvist   | Svezia        |
| Bronzo  | Nathan Bor       | Stati Uniti   |
| 4       | Mario Bianchini  | Italia        |
| 5       | Gaston Mayor     | Francia       |
| 5       | Frank Genovese   | Canada        |
| 5       | Franz Kartz      | Germania      |
| 8       | Manuel Ponce     | Messico       |
| 8       | Robert Purdie    | Nuova Zelanda |
| 8       | Eduardo Vargas   | Argentina     |
| 8       | Otsu Shuko       | Giappone      |
| 8       | José Padilla     | Filippine     |
| 8       | Hyman Mizler     | Gran Bretagna |

## Incontri
|  | Primo Turno 9 agosto | Primo Turno 9 agosto | Primo Turno 9 agosto |  |  | Quarti di Finale 10 agosto | Quarti di Finale 10 agosto | Quarti di Finale 10 agosto |         |                  | Semifinale 11 agosto | Semifinale 11 agosto | Semifinale 11 agosto |         |            | Finale 13 agosto | Finale 13 agosto | Finale 13 agosto |
|  |                      |                      |                      |  |  |                            |                            |                            |         |                  |                      |                      |                      |         |            |                  |                  |                  |
|  | Lawrence Stevens     | Lawrence Stevens     | P                    |  |  |                            |                            |                            |         |                  |                      |                      |                      |         |            |                  |                  |                  |
|  | José Padilla         | José Padilla         |                      |  |  | Lawrence Stevens           | Lawrence Stevens           | P                          |         |                  |                      |                      |                      |         |            |                  |                  |                  |
|  | Franz Kartz          | Franz Kartz          | P                    |  |  | Franz Kartz                | Franz Kartz                |                            |         |                  |                      |                      |                      |         |            |                  |                  |                  |
|  | Otsu Shuko           | Otsu Shuko           |                      |  |  |                            |                            |                            |         | Lawrence Stevens | Lawrence Stevens     | P                    |                      |         |            |                  |                  |                  |
|  | Mario Bianchini      | Mario Bianchini      | P                    |  |  |                            | Mario Bianchini            | Mario Bianchini            |         |                  |                      |                      |                      |         |            |                  |                  |                  |
|  | Robert Purdie        | Robert Purdie        |                      |  |  | Mario Bianchini            | Mario Bianchini            | P                          |         |                  |                      |                      |                      |         |            |                  |                  |                  |
|  | Frank Genovese       | Frank Genovese       | P                    |  |  | Frank Genovese             | Frank Genovese             |                            |         |                  |                      |                      |                      |         |            |                  |                  |                  |
|  | Eduardo Vargas       | Eduardo Vargas       |                      |  |  |                            |                            |                            |         |                  | Lawrence Stevens     | Lawrence Stevens     | P                    |         |            |                  |                  |                  |
|  |                      |                      |                      |  |  |                            | Thure Ahlqvist             | Thure Ahlqvist             | Argento |                  |                      |                      |                      |         |            |                  |                  |                  |
|  |                      |                      |                      |  |  | Thure Ahlqvist             | Thure Ahlqvist             | P                          |         |                  |                      |                      |                      |         |            |                  |                  |                  |
|  | Gaston Mayor         | Gaston Mayor         | P                    |  |  | Gaston Mayor               | Gaston Mayor               |                            |         |                  |                      |                      |                      |         |            |                  |                  |                  |
|  | Manuel Ponce         | Manuel Ponce         |                      |  |  |                            |                            |                            |         | Thure Ahlqvist   | Thure Ahlqvist       | P                    |                      | 3 posto | 3 posto    | 3 posto          |                  |                  |
|  | Nathan Bor           | Nathan Bor           | P                    |  |  |                            | Nathan Bor                 | Nathan Bor                 |         |                  |                      |                      |                      |         |            |                  |                  |                  |
|  | Hyman Mizler         | Hyman Mizler         |                      |  |  | Nathan Bor                 | Nathan Bor                 |                            |         |                  |                      |                      |                      |         | Nathan Bor | Nathan Bor       | P                |                  |
|  |                      |                      |                      |  |  | bye                        | bye                        |                            |         | Mario Bianchini  | Mario Bianchini      |                      |                      |         |            |                  |                  |                  |
|  |                      |                      |                      |  |  |                            |                            |                            |         |                  |                      |                      |                      |         |            |                  |                  |                  |